# 篠宮ゆり
篠宮 ゆり（しのみや ゆり、1993年3月13日 - ）は、日本のAV女優、アイドル。
埼玉県出身。

## 略歴・人物
2012年、宇宙企画の専属女優としてAVデビュー。
2014年7月、セガのゲーム「龍が如く」のキャラクター出演をかけたセクシー女優人気投票にエントリー。同年8月24日、結果発表。「龍が如く0 誓いの場所」への出演権を逃した。順位・得票数未発表。
2015年1月30日、アイドルユニット「マシュマロ3D」に「マシュマロ☆ピーチ」として加入。アイドル活動とAV女優としての活動にバランスが取れなくなり、2016年11月から1年半もの間アイドル活動のみに専念する（一部報道では引退表記）。
2018年8月、マシュマロ3d+としてTOKYO IDOL FESTIVALに出演。マシュマロ3d+卒業を決め、2018年9月より作品復帰。
趣味は、散歩、 だらけること。
初体験は17歳の時に相手は友達の紹介で知り合った一回り年上の彼氏で、プライベートでの経験人数は2人。

## 作品

### アダルトビデオ

#### 2012年
- 純真（10月26日、宇宙企画/ケイ・エム・プロデュース）※Blu-ray同時発売
- 学校でしようよ（11月23日、宇宙企画/ケイ・エム・プロデュース）
- KMPドリーム 2012 エッチな商店街は大騒ぎ全員集合スペシャル（12月14日、million/ケイ・エム・プロデュース）共演：Shelly、麻倉憂、若菜ひまり、さとう遥希、神咲詩織、北条麻妃、成瀬心美、みづなれい、川上ゆう、つぼみ
- お義兄ちゃん、ゆりとHして（12月28日、宇宙企画/ケイ・エム・プロデュース）

#### 2013年
- ゆりをデートに連れてって（1月25日、宇宙企画/ケイ・エム・プロデュース）
- 萌えコスでえっちしよっ（2月22日、宇宙企画/ケイ・エム・プロデュース）
- はれのちせっくす ゆりちゃんのお天気お姉さん（3月22日、宇宙企画/ケイ・エム・プロデュース）
- AV合宿 4時間5本番（4月26日、宇宙企画/ケイ・エム・プロデュース）
- 中出し解禁! ショートカットで卒業（5月26日、宇宙企画/ケイ・エム・プロデュース）
- 制服美少女と性交（6月7日、ドリームチケット）
- 私の放課後、さしあげます。改（6月11日、プレステージ）
- 制服ラブホテル（6月13日、オーロラプロジェクト）
- 貧乳で○い妹がこんなにザーメンが好きなわけがないっ!!（6月14日、First Star）
- 肉壷（俺専用） 文芸部 ゆり（6月24日、ラマ）
- 慰みものSEXメイド・ゆり（6月25日、オーロラプロジェクト・アネックス）
- kawaii*ソープへいらっしゃいませ!きゃわたん泡姫大集合だょ♪（6月25日、kawaii*）共演：吉見りいな、藤原ひとみ、保坂えり
- 働くオンナ猟り vol.01（7月2日、プレステージ）共演：小嶋世奈、琴音さら
- ムラムラした時、したいところで、誰とでもセックスが出来る方法 学校編（7月6日、SODクリエイト）他出演：雪本芽衣、鶴田かな、宮村恋
- VIP限定! 超ロリっ子在籍中出し高級浴場！No.03 ～Unfeソープへようこそ～（7月10日、unfinished）
- 母の再婚相手に開発された娘（7月11日、タカラ映像）
- 誰にも言えないひどい事 不条理な性的暴力に、逆らえず身を任せる娘 篠宮ゆり ～悪質な交通事故加害者に因縁をつけられ凌辱された記憶～（7月13日、オーロラプロジェクト）
- 美少女即ハメ白書 14（7月19日、プレステージ）共演：相武もも、長谷川かほ、吉川いと
- 世界一ザーメンを大量に発射する男のぶっかけSEX（7月19日、ROOKIE）共演：ほのか美空
- 教え子の女の子は潮吹き変態少女（7月25日、マルクス兄弟）
- すぐに破れるコンドーム×篠宮ゆり（7月26日、EROTICA）
- 絶対に手を出してはいけない相手をレズ夜這い 7（8月8日、アキノリ）共演：月本るい／他出演：波多野結衣、椿かなり、初美沙希、藤嶋唯、湊莉久
- 部活中のJKの腋に発情してしまった俺（8月8日、アキノリ）他出演：原千草、月本るい
- 厨二病なら恋しよう!（8月9日、TMA）共演：栗林里莉、友田彩也香 ※Blu-ray同時発売
- 俺の飼ってるペットが発情し過ぎて、自慰行為 (オナニー) から繁殖行為 (セックス) まで求めてきて、毎日のようにヤリまくっている!! 5（8月10日、unfinished）共演：大橋るり、黒木和葉
- 3Pヘヴン 微乳天使たちとの3PSEX （8月13日、unfinished）共演：荻原くるみ
- 超かわいいロリ娘と父親の心と体が入れ替わり パート2（8月22日、ROCKET）
- 小便エステ 3（8月22日、KEU）共演：原千草／他出演：秋元美穂、知花メイサ、松下ひかり
- 訪問販売の妹系美少女がボクに売りにきたもの… ゆりちゃん（8月30日、JUMP）
- W美少女密着 逆3Pソープランド 2（9月1日、ムーディーズ）共演：葵こはる
- ママは知らない…思春期の娘とパパの歪んだ愛の日常。ゆり149cm（9月1日、ミニマム）
- 想像してみてください。あなたは一人娘を持つ父親。18歳になり、美しく成長する娘が亡き妻に似てきたら……あなたがやり遂げたかった近親相姦 10のタブー（9月19日、V&Rプロダクツ）
- 40℃近い熱を出してぐったりしている幼馴染に手を出してしまった…。（9月19日、アキノリ）他出演：成宮ルリ、松井加奈
- 転校生がロリかわゆくちょっかい出して来る 挑発パンチラとSEX（9月20日、プレステージ）
- ごっくん志願! 11 ゆり、ごっくん解禁します!（9月20日、S.P.C）
- 中出しペット志願生（9月25日、本中）
- 美少女メイドが御奉仕します!（9月27日、TMA）共演：朝比奈みくる、原千草
- 新婚ホヤホヤの若妻が、今から浮気します…。情熱SEXで潮吹きまくってイキまくる（10月1日、蜜月）
- スク水少女をねぶり尽くす（10月1日、ラマコス/妄想族）
- 下校途中の小さな女の子。穴も小さくて締まりが良いので連続2回「中出し」ゆり149cm（10月1日、ミニマム）
- 突然、妹と友達が僕の部屋に泊まる事になった!? 僕の部屋に隠してあったエロ本を見つけて1人で悶々とした友達は、僕たちが寝静まった後、エッチな動画を見ながら…（10月1日、プレステージ）他出演：葉月可恋、小西レナ、未来ひかり
- 彼女の親友に告白された…ヤレるチャンスは今しかない! さてどうする?（10月10日、アキノリ）他出演：湊莉久、成宮ルリ
- 超高級♥新人美少女レズソープ（10月10日、ディープス）共演：芹沢つむぎ、大橋るり、桃宮もも
- 濡れちゃう接吻（10月18日、ワープエンタテインメント）
- ザーメンが飲み物の世界 日常的に精子を飲む女達（11月1日、MOODYZ）共演：椿かなり、桜ちずる
- 美少女たちの下品なガニ股アクメ（11月1日、OFFICE K’S）共演：鈴村みゆう、小滝みい菜、葉月可恋
- 掃除道具で強制射精させられた ～学園生活編～（11月5日、フリーダム）共演：夏目優希、本澤朋美、乙葉ななせ
- 制服美少女の手淫 vol.2（11月8日、ドリームチケット）他出演：吉見りいな、成宮ルリ、野宮さとみ、上戸そら、夢咲りぼん、藤嶋唯、ほのか美空、田丸みく
- 中出しされたロリソープ娘（11月13日、ムーディーズ）
- S-Cute Girls（11月13日、S-Cute）他出演：雪本芽衣、つくし
- エスカレートするイメージビデオ!! あどけない笑顔の新人アイドルたちが初めてのイメージビデオ撮影でいきなり着エロ撮影!? されるがまま監督の餌食にされてしまった女の子たちは数年後AVデビューした…。（11月15日、OFFICE K’S）他出演：鈴村みゆう、葉月可恋
- メガネで地味な娘が働く普通のマッサージ屋さんで勃起したチンコを見せつけたらどうなるか検証してみた!（11月15日、虎堂）他出演：葉月可恋、小滝みい菜、鈴村みゆう
- 早漏マ○コ改善エステ ～イク直前に刺激を寸止め。「焦らし」の施術を何度も繰り返し、敏感過ぎる「早漏マ○コ」を改善～（11月21日、ATOM）他出演：新山かえで、芹沢つむぎ、石原あゆむ、小野寺のあ
- 中出し専門 パイパンJKソープ（11月25日、MARX）
- 純情レズビアン ガールズラブストーリー（12月1日、ムーディーズ）共演：葵こはる
- 小便教師 女子校に赴任した教師が受けたイジメ（12月5日、フリーダム）共演：夏目優希、本澤朋美、乙葉ななせ
- 女子校生のブルマと太もも ～復讐はパツパツの尻と太ももで～（12月5日、フリーダム）共演：夏目優希、本澤朋美、乙葉ななせ
- ロリ専科 義父や義兄に中出しされるパイパン美少女（12月6日、GLAY'z）
- パイパン無垢ま●こ特濃ザーメン生中出し（12月6日、ワープエンタテインメント）
- 篠宮ゆりの真正中出し風俗店（12月13日、ネイビー）
- 机の下のフェラチオ #2（12月13日、アロマ企画）共演：桜咲ひな、松井加奈、水原薫子、乙葉ななせ、心望みこ、穂村さやか、大石美咲
- マシーンディルドー自慰（12月13日、MARX）他出演：HIKARI、綾瀬みなみ、音無かおり、原千草、美咲結衣、村上涼子、青山沙希、今村楓、月城あいか
- 雨宿りをしていた小●生を自宅に誘い込んで（12月15日、思春期.com）
- 言葉責め少女（12月19日、ドグマ）
- 中出し・ごっくん・スペレズ制服美少女（12月25日、本中）共演：木村つな
- 女子校生の指入れオナニー（12月27日、TMA）共演：野宮さとみ、小西まりえ、成海華音、川越ゆい、乙葉ななせ、長谷川夏樹、宮野瞳、朝比奈みくる、尾上若葉

#### 2014年
- 境内で犯される中出し巫女レイプ（2月7日、TMA）共演：葵こはる 栄倉彩
- 篠宮ゆり主演・初監督作!  ～テーマ 恋愛シミュレーションゲーム～理想の彼氏を探してもう1人のパソコンの中の自分が初パイパンセックス!（2月13日、セレブの友）
- 性別の壁を破る掟破りAV第1弾 オトコなのにマ○コしかない美しき男装執事（2月20日、V&Rプロダクツ）共演：阿部乃みく
- 解禁☆黒人ファック（2月25日、ダスッ!）
- 変態は同級生～止まらない女子校生の肉欲～ 篠宮ゆり 葉月可恋（3月1日、U&K）共演：葉月可恋
- この指でベロチュウしながらシゴいてあげる 2（3月7日、ワープエンタテインメント）他出演：星川麻紀、湊莉久、葵こはる、星咲優菜、瀧川花音 他
- 別々になってから数年…久しぶりに一緒の風呂に入った妹の身体は既にオトナで抑えきれなくなった僕は思わず妹のパイパンオマンコに手を伸ばしてしまう（3月19日、エンペラー/妄想族）他出演：琴音さら、一ノ瀬亜弥、木村つな、小林麻里
- ナンパ連れ込み、超高級バリエステ。知らぬ間に、レズビアン体験。（3月25日、ナンパJAPAN）共演：結城みさ
- めかくし 「感覚遮断」 押し寄せる興奮と快感で絶頂を迎える女子 原千草 篠宮ゆり（4月1日、FAプロ）共演：原千草
- ロリ専科 ロリっ娘フェラ ぎこちないフェラだけど懸命におしゃぶり! 萌えっ娘11人!（4月4日、GLAY'z）他出演：尾上若葉、有本紗世、みなみ愛梨、大桃りさ、青井いちご、小西まりえ、原千草、乙葉ななせ、武藤つぐみ
- 篠宮ゆり アナル解禁×二穴挿入×真正中出し（4月10日、SODクリエイト）
- 時間よ止まれ! パート21（4月10日、V&Rプロダクツ）共演：佐々木恋海、葵こはる、芹沢つむぎ、瀧川花音、雨宮ほのか、真木れい子、宇野裕子、立花美里、花野実々
- 少女、いただきます。（4月19日、ドグマ）
- 家庭教師の僕が受け持つ女の子たちはいつもミニスカで挑発して授業をサボろうとしてくる。（4月22日、プレステージ）他出演：内村りな、三井倉菜結、川越ゆい、桜木郁
- ラッキー☆スケベ ウソのような夢のエロハプニングの連続! 僕に巻き起こる世界一ラッキーでスケベな一日（4月24日、ATOM）他出演：葵こはる、相葉レイカ、鈴村みゆう、百合川さら、南梨央奈、乙葉ななせ
- 全裸角オナニー 3（4月25日、アロマ企画）他出演：阿部乃みく、川越ゆい、和久井ナナ、上原志織、有本紗世、真木かおり
- 小悪魔JK 大胆パンチラコレクションDX 2（4月25日、アロマ企画）他出演：川越ゆい、阿部乃みく、千星はるか、HIKARI、星川麻紀
- 寝たふりする女 2（5月1日、無言/妄想族）他出演：高梨あゆみ、小林るな、葵こはる、阿部乃みく、瀧川花音
- 篠宮ゆり BEST SELECTION 4時間（5月9日、TMA）※単体ベスト／Blu-ray同時発売
- 誰も居ない自分達だけの秘密基地で隠れた秘めごと レズ女子校生（5月10日、V&Rプロダクツ）共演：芹沢つむぎ 他出演：葵こはる、桃原まみか
- 究極の中出し近親相姦企画 最愛の息子に伝えたい… 妊娠させるための性教育 7（5月10日、ディープス）共演：大橋ひとみ
- 女子校生監禁 アナルレズビアン（6月7日、ビビアン）共演：宇佐美なな
- 妄想 恥じらいパンチラ 2（6月13日、アロマ企画）他出演：川越ゆい、椎名みゆ、安達まどか、阿部乃みく、前川りく
- 日焼け跡が残る小○生と夏休み校内乱交（6月13日、TMA）共演：葵こはる、小西まりえ
- 女同士の意地とプライドを賭けたオンナの奪い合い ビアン○学生ロ●ータレズバトル 愛須心亜vs篠宮ゆり（6月19日、V&Rプロダクツ）共演：愛須心亜
- kira★kira STREET GAL＆おやじっち GO! GO! チアガール 美尻丸出し中出しザーメンカーニバル（6月19日、Kira☆kira）共演：芹沢つむぎ
- 失禁ハメ潮肛門ファック（6月25日、MARX）
- 夫との性行為だけでは満足できないおさな妻がマン汁を垂らし他人の勃起チ○ポを咥え込む!（6月27日、なでしこ）
- 縄処女・崩壊（7月19日、ドグマ）
- 強制中出し孕ませ学園（7月25日、本中）共演：上原亜衣、板垣あずさ、大槻ひびき、友田彩也香、彩城ゆりな、相葉レイカ、AIKA ※Blu-ray同時発売
- 牝犬飼育センター（8月7日、グローリークエスト）
- 私立肛門開発学院 ～入肛生募集中～（8月8日、V&R PRODUCE）共演：芹沢つむぎ、瀬戸友里亜、小司あん
- 可愛い妹との内緒のカンケイ（8月13日、MARX）共演：青井いちご、小西まりえ
- 先生は変態ペット 2（9月19日、OFFICE K’S）他出演：生駒はるな、長瀬涼子、西村江梨、蓮美、原千草
- マスターベーションインストラクション 3 -Schoolgirl JOI- あなたに語りかける淫語と焦らしストリップでオナ指示 美少女JKスペシャル（9月25日、ROCKET）他出演：一之瀬すず、佳苗るか、臼井あいみ、加賀美シュナ、初芽里奈
- 放課後の教室でロリビッチたちに飼われる僕（9月25日、アマチュアインディーズ）共演：小西まりえ、有本紗世、加賀美シュナ
- TJ的プライベート調教 奴隷志願（10月19日、ドグマ）
- うぶレズ うふふ…（11月1日、U&K）共演：葵こはる 他出演：成宮ルリ、阿部乃みく、相葉レイカ、葉月可恋
- 足コキッス（11月7日、OFFICE K’S）他出演：鳴美れい、星まりあ、結衣のぞみ、阿部乃みく
- ふしだらな若妻たちの密会現場 3本立て（11月8日、ヒビノ）他出演：星川麻紀、小川奈緒
- 聖水レズビアン Vol.4（11月21日、OFFICE K’S）共演：星まりあ 他出演：小西まりえ、鳴美れい、阿部乃みく、小司あん
- AV女優を街コンパに参加させちゃいました!!（11月25日、kawaii*）共演：葉月可恋
- 溺愛 変態倶楽部 Mの小部屋（12月1日、FAプロ）他出演：かなたいおり、三条加奈子
- イベント終わりのコスプレイヤーと中出し乱交（12月1日、ZUKKON/BAKKON）共演：吉永あかね、小西まりえ、阿部乃みく、吉川いと、長谷川しずく
- お●んこおっぴろげ中華料理店（12月5日、OFFICE K’S）他出演：桜瀬奈、若菜みなみ、坂本ゆり、桜木郁、小司あん、春乃なな
- ラブアイブ!（12月26日、TMA）共演：小西まりえ 南梨央奈 愛須心亜 川村まや 夏海いく 乙葉ななせ 河西あみ 椎名みゆ ※Blu-ray同時発売

#### 2015年
- 女子校生スクール中出し乱交～川辺で遊んだ夏の思い出～（1月9日、TMA）共演：成海うるみ 南梨央奈 小西まりえ 椎名みゆ
- ベスト・オブ・篠宮ゆり 4時間（1月19日、湘南/妄想族）※単体ベスト
- JK全身女体図鑑 第三号（1月25日、アロマ企画）共演：南梨央奈、杏咲望、逢乃なのは、白咲ちえ
- 真・時間が止まる腕時計パート3 携帯ショップ編（2月5日、ROCKET）共演：波多野結衣、原千草
- エロカワ妹NO.1決定戦! ノーカット45分一本勝負! 女優さんに自分が最もエロかわいいと思う妹をアドリブで演じてもらっちゃいました!（2月8日、ゴールデンタイム）共演：成海うるみ、阿部乃みく、白咲碧
- 女子校生スクール中出し乱交 ～放課後の教室で乱交した思い出（2月13日、TMA）共演：愛須心亜、南梨央奈、小西まりえ、乙葉ななせ、椎名みゆ、夏海いく、河西あみ
- 見せつけられたパンツの脇からチ○ポ突っ込みそのまま射精（2月13日、アロマ企画）他出演：愛須心亜、藤宮卯月、原美織、杏咲望
- 銀粉奴隷娘（3月20日、バミューダ）
- ロリ専科 美少女近親強姦 恥辱の性教育（4月3日、GLAY'z）他出演：西まりえ、乙葉、雪野りこ、武藤つぐみ、愛代さやか
- 百合縛 美少女たちの被虐と安堵（4月13日、U&K）共演：有本紗世
- ウブな教え子をち○ぽ汁 (ザーメン) まみれにするデカチン巨乳ふたなり体育教師 3（4月23日、ディープス）共演：蓮実クレア、佳苗るか、早乙女ゆい
- 5人の小さなお嫁さんと子作り新婚生活（4月24日、宇宙企画/ケイ・エム・プロデュース）共演：阿部乃みく、加賀美シュナ、彩城ゆりな、あゆみ翼
- 貧乳コンプレックス女子の無防備なチラ見え乳首に発情が止まらない僕（5月8日、DIY）他出演：阿部乃みく、加賀美シュナ、彩城ゆりな、あゆみ翼
- 少女狩り（5月25日、ビッグモーカル）他出演：一之瀬すず、成海うるみ
- 女教師レズ痴漢 ～百合の香りが充満する、スクールバスレズビアン～（6月7日、ビビアン）共演：芦名ユリア、彩城ゆりな
- 突然、僕の目の前でパンティ見せつけオナニーを始める若妻。直ぐに僕のチ○ポも反応したので相互オナニー鑑賞しちゃいました!（6月30日、ラハイナ東海）他出演：水澤まお、宮間葵、友田彩也香、保坂えり
- エッチな娘が揃っていると噂の美少女中出し風俗店（7月1日、GLAY'z）他出演：木村つな、相葉ななえ、葵こはる、弓束ちはや、大桃りさ 他
- 欲求不満な人妻はおっぱいを押しつけたりパンチラで僕を誘惑してきた。思わずチ●ポはフル勃起でハチキレそう。気がついた彼女はマン汁を垂らしながら僕の上に乗ってきた! 3（7月24日、なでしこ）他出演：水澤まお、宮間葵、友田彩也香、保坂えり
- そんなにイヤらしいカラダを見せつけられたら、誰だってガマンできましぇーん! 旦那の帰りが遅くてムラムラする若妻がチ○ポを漁りにやってくる（8月1日、設定思考）他出演：水澤まお、宮間葵、保坂えり、友田彩也香
- 人妻たちのマン汁オナニーがヤバすぎる!! マ○コをイジる姿がイヤらしくて思わずチ○ポ勃起! 俺のセンズリ見せつけドピュ!! 4（8月11日、ラハイナ東海）他出演：水澤まお、上原花恋、宮間葵、松下ひかり、立花さや、寺崎泉
- 美少女咽奥奴隷生徒会 2（9月11日、V&R PRODUCE）共演：阿部乃みく、さくらここる
- おもらしデート（10月20日、レイディックス）
- 妹ハーレム コスプレイヤー みく・ゆり・いと（11月13日、無垢）共演：阿部乃みく、吉川いと
- 恋文 ～第二章 密愛・百合女子校生 篠宮ゆり 小西まりえ（11月13日、V&R PRODUCE）共演：小西まりえ
- おしっこシャンプー（12月20日、レイディックス）他出演：小西まりえ 河西あみ 玉城マイ、綾瀬ことり、森乃ちはる
- 純愛☆妹アイドル マシュマロ3d＋ ～アイドル大乱交 私たち、お兄ちゃんたちとSEXしちゃいましゅ!!～（12月25日、TMA）共演：阿部乃みく、彩城ゆりな、あゆみ翼、あやね遥菜 ※Blu-ray同時発売

#### 2016年
- 親の居ない日、僕は5人の妹とむちゃくちゃSEXした。（2月12日、TMA）共演：阿部乃みく、彩城ゆりな、あやね遥菜、あゆみ翼
- 公衆トイレ清掃員のアルバイト中に思わぬ幸運! 冬でも生足のミニスカ女子校生は冷え冷えでおしっこが漏れそう! 女子トイレが満員でやむなく男子トイレに飛び込むも、間に合わず僕の目の前でまさかの失禁!「私だけに恥かかせないで!」と...。（2月18日、SOSORU×GARCON）他出演：綾瀬ことり、秋山彩
- TMA コスプレが大好きな女優さん大集結! 第一回コスプレオフ会大乱交!!（2月26日、TMA）共演：逢沢るる、河西あみ、阿部乃みく、大見はるか、桜庭うれあ、みおり舞、新條希、さとうみつ
- トップセクシーアイドル夢見る仲良しJK5人組のえっちな放課後活動 ～マシュマロ3d＋がんばっちゃいマシュ♥～ （3月11日、宇宙企画/ケイ・エム・プロデュース）共演：阿部乃みく、彩城ゆりな、あゆみ翼、あやね遥菜、佐倉絆
- ラブアイブ! セクシーアイドルフェスティバル 4時間（3月25日、TMA）共演：南梨央奈、夏海いく、なつめ愛莉、愛須心亜
- お兄ちゃんの変態（5月20日、レイディックス）
- カフェでオドオドしていたらコーヒーを股間にこぼしてパニック!「大丈夫ですか」と僕の股間をフキフキされパニック! 思わず勃起! すると、看板娘は僕の勃起チ●ポを堅く握り締めて見つめてきた! エエッ?? コレハ?!（5月26日、SOSORU×GARCON）他出演：白桃心奈、橋本怜奈
- 裏切りの対魔忍 朧 ANOTHER STORY ～屈辱の奴隷調教～（5月27日、ZIZ）共演：篠田あゆみ
- 生中出しが出来る美少女ママデリバリー（6月10日、宇宙企画/ケイ・エム・プロデュース）
- 夫に相手にされない性欲を持て余した奥さん達の指オナニーに興奮してチ●ポ (センズリ) はすっからかん!（6月15日、フューチャー）他出演：水澤まお、宮間葵、友田彩也香、保坂えり
- 休日出勤中の真面目でカワイイ新入女子社員が間違えて開封してしまった小包…なんと中身は極太バイブ! 動揺しながら戻したが、あまりの卑猥さに興味津々!（6月23日、SOSORU×GARCON）他出演：ましろあい、阿部乃みく
- 大好きな妹の処女マ○コを舐めまわす姉 (真性レズビアン)「お姉ちゃん、ダメっ…」信じられないくらいにマン汁を垂らす妹は戸惑いつつもレズの虜になる!! 2（10月1日、スタイルアート/妄想族）他出演：入江愛美、愛葉みう、初芽里奈
- 言葉たくみに街行く女性へ声をかけ着いて来た美少女を家に連れ込み、絶頂中出しマッサージ（10月19日、マッサGoGo!!/妄想族）他出演：あおいれな、江上しほ
- ノーカット汗だく即ハメ中出し性交（10月19日、TEPPAN）他出演：あおいれな、江上しほ
- 家出した少女を連れ込みボクだけのものに調教（11月25日、ケイ・エム・プロデュース」）他出演：佳苗るか、成海うるみ
- ロリ専科 篠宮ゆり絶対攻略4時間（12月01日、GLAY'z）

#### 2017年
- ワキ臭くないですか?（3月20日、レイディックス）
- うわっ…お姉さんのお口臭い 食事後の口臭に興奮してしまう男たち（4月20日、レイディックス）他出演：かなで自由、安野由美、さとう愛理、月本愛、七々瀬凛
- 近親相姦兄妹 お金欲しさで撮影現場にやってきた異常性癖者の兄と妹（4月28日、MERCURY）
- キモオタ集団 ヒロイン体液・体臭採取地獄 ～セーラーアクオス推しの僕達～（5月12日、GIGA）
- 変態病棟肛門科 III（5月18日、グローリークエスト）
- 妻がBBQでヤリサーに寝取られる動画をネットで発見! ベロベロに泥酔させて意識飛んでる隙に妻も女友達も中出しされていた（6月7日、かぐや姫Pt/妄想族）他出演：唯川希、舞園にこ
- セーラーヒロイン洗脳 ～導かれた悪夢～（6月23日、GIGA）
- 清楚ビッチJKが家に侵入 娘が連れてきた友達は既婚者好きのド淫乱少女だった! 家族に見付からないよう隠れて僕に中出し懇願してくるので正直困った（7月7日、かぐや姫Pt/妄想族）他出演：唯川希、舞園にこ、柚月すず
- 2組の仲良しヲタカップルが目の前で寝取られる 百合カップルスワッピング交流会（7月22日、ビビアン）共演：阿部乃みく、さとう愛理、星空もあ
- けも耳コスプレイヤーズ～ようこそパクリパークへ～（7月28日、TMA）共演：篠宮ゆり、阿部乃みく 浅田結梨、跡美しゅり、あず希
- 篠宮ゆりが突然の卒業宣言!?ビビアンが贈る百合ドキュメンタリー マシュマロ3d+ ～篠宮ゆり脱退宣言… 激動の1カ月の記憶～（9月7日、ビビアン）共演：阿部乃みく、水嶋アリス、あやね遥菜、あず希
- いつでもどこでも時間停止してコスプレイヤーを犯しまくる撮影会（10月1日、ムーディーズ）共演：あべみかこ、三原ほのか、なつめ愛莉、あやね遥菜

#### 2018年
- 無邪気な少女のエッチなお遊戯 「溜まってるもの全部出して」 2（3月25日、JUMP EMERALD/妄想族）他出演：紺野ひかる、浅田結梨、北川ゆず、咲坂花恋、松下ひかり 他
- 女子大生限定ナンパ! 篠宮ゆりが教えるスペシャル素股で生中出し（9月6日、MILK）
- 濡れてテカってピッタリ密着 神スク水 篠宮ゆり 美少女から人妻まで可愛い女子のスクール水着姿をじっとりと堪能! 着替え盗撮から始まり貧乳から巨乳にパイパン、ハミ毛、ジョリワキ等のフェチ接写やローションソーププレイやスク水ぶっかけに生中出し等を完全着衣で楽しむAV（11月8日、親父の個撮）
- 「もうイッてるから…」童貞の僕をからかい挑発パンチラしてくるJ○妹をガムシャラピストンでイカせまくり!（12月7日、プレステージ）他出演：枢木あおい、佐原由紀、有坂深雪
- 女子校生拘束中出し性交（12月14日、宇宙企画/ケイ・エム・プロデュース）
- 哀哭の姫君拷問 ～敵に捕まったプリンセスの無惨なる運命～ Episode-3：残虐女体解剖に昇天するセリーヌ王女の蜜壺（12月25日、BabyEntertainment）

#### 2019年
- 部活帰りの女子校生に生中出し 2（1月11日、BAZOOKA/ケイ・エム・プロデュース）他出演：あべみかこ、宮沢ゆかり、有坂深雪
- 誘惑おねだり痴女娘（2月8日、クリスタル映像）
- 女子校生孕ませレイプ中出し20連発（3月8日、REAL/ケイ・エム・プロデュース）
- ヒロイン凌辱Vol.116 ～美少女戦士セーラーマーメイド 力尽きた人魚を襲うレイプ魔たちの毒牙～（4月12日、GIGA）
- 4人でルームシェアする痴女っ娘たちの自宅中出し合コン 2（4月12日、BAZOOKA/ケイ・エム・プロデュース）共演：跡美しゅり、枢木あおい、前田のの
- ヒーロー凌辱 ～美しきガーベラと色欲の魔女ローゼ～（4月26日、GIGA）共演：浜崎真緒 (主演)
- 篠宮ゆりの1ヶ月禁欲チャレンジ! フェロモン爆弾大量投下で欲求不満が大爆発 淫乱脳イキお漏らしSEX（5月2日、MILK）
- 完全撮り下ろし最高級昇天映像!! 秘奥淫爆絶頂放置責め ～逃げられず内部爆発する残酷なプッシー・オルガ～ III（8月1日、BabyEntertainment）他出演：新村あかり、葉月桃、あずみひな、早川瑞希、峰ゆり香、優梨まいな、梨々花
- 【完全主観】優しい淫語とテクで射精を応援してくれる SEX応援チアリーダー（9月13日、BAZOOKA/ケイ・エム・プロデュース）共演：有村のぞみ、向井藍、七海ゆあ

### 女性向けアダルトビデオ
- Face to Face 3rd season（2013年10月10日、SILK LABO）共演：月野帯人／他出演：一徹、倉橋大賀、佐々木恋海、阿部乃みく
- 私だけのDarlin’ イサミくん（2016年2月9日、GIRL'S CH）共演：伊佐美

### アダルト動画（配信限定）
- 篠宮ゆりの百合ちゃんねる「私がレズを教えてア・ゲ・ル」（1）完全版～初体験の美少女編（2018年6月1日、パラダイステレビ）
- 篠宮ゆりの百合ちゃんねる「私がレズを教えてア・ゲ・ル」（2）完全版～初体験の美少女編（2018年9月7日、パラダイステレビ）

- めちゃ可愛い彼女と二人の部屋で毎日ヤリまくり…だがそれがいい（2月24日、KMPVR-bibi-）
- 劇的高画質 篠宮ゆり【2発射】今日もお疲れ様、いつもありがとうw「今日も偉かったでちゅね…!」と甘えた口調に変貌し チ○ポギンギン帰宅の旦那に「いっぱい我慢したからぁ…いっぱい出してね…」（3月2日、ブイワンVR）
- VR これからこのカワイイ娘をクソ狭い車内へ連れ込みこっそり好きなだけ抱きまくります（3月14日、VR総研9課）
- buz流バス痴漢三連発! 美人OLから女子校生、アイドルまでよってたかって囲い込み超リアル痴漢!（3月27日、VR buz）他出演：卯水咲流、若月まりあ
- パンチラ×太もも×ニーソ 絶対領域VR 3（5月16日、CRYSTAL VR）他出演：枢木あおい、阿部乃みく、あべみかこ、岬あずさ、皆月ひかる 他
- 男子禁制のレズ体験!! あべみかこになって篠宮ゆりになって、本当に100倍気持ちいい絶頂イキしよっ!!（5月26日、KMPVR-bibi-）共演：あべみかこ
- ボクの家庭教師は美人で優しい日本一のエロマン先生!!（5月29日、CRYSTAL VR）
- 着ぐるみの中身の女性がアイドル級に可愛い美少女だった（5月29日、KMPVR-bibi-）
- VR 篠宮ゆりを楽しむ夢の4シチュエーション（7月4日、KMPVR）
- HQ超画質革命! 【教室で告白】「先輩大好き♥️ 付き合えるなら何でもします!」王様気分でどスケベな命令してみた!（7月19日、こあらVR）
- HQ超画質革命! ロ○っ娘メガネ制服美少女が図書室で誘惑中出しセックス♥️（7月27日、こあらVR）
- 唾飲みVR-最終章・究極唾-（7月29日、SODVR）他出演：枢木あおい、有村のぞみ、有栖るる、あべみかこ、加藤ももか、平花、南梨央奈、宮村ななこ、相澤ゆりな
- HQ超画質革命!「何度もイッちゃってゴメンなさい♥️」 早漏体質のご奉仕イチャLOVE高級中出しソープ（8月9日、こあらVR）
- 風邪で寝込む僕のお見舞いにきた制服姿のマジメな彼女が優しく淫語オナサポ/相互オナニー! 自コキ射精だけでは我慢できずSEX懇願すると「ちょっとだけだからね…」イチャイチャベロキス/濃厚フェラ! 親に隠れて悶絶生中出しSEX!（8月16日、3D V&R VR）
- 家政婦呼んだらまさかのスク水ニーハイ姿のデカ尻娘が! ハミ出る尻肉! 足に張りつくニーハイに興奮した僕は我慢できずフル勃起! 責任を感じたのかベロキス/耳舐め/ニーハイ脚コキ/濃厚フェラの挙句、騎乗位でチ○ポ挿入!… （9月6日、3D V&R VR）
- 【自己紹介VR】人気AV女優が丁寧に名前からオナニーの仕方までアナタに伝えてくれる「私のこと知ってください!」（9月19日、SODVR）他出演：有村のぞみ、有栖るる、枢木あおい、平花、さとう愛理、星空もあ、あおいれな、神坂ひなの、宮沢ちはる
- 俺のカノジョは本物アイドル  ～LIVE中レスもらいまくりでこっそり楽屋でイチャイチャベロキスSEX～（9月19日、SODVR）共演：永瀬ゆい (主演)、山井すず
- HQ超画質革命! 【第二弾】目の前に広がる美アナル大図鑑 ―シワまで丸見え恥じらいヒクヒク美尻アナルVRー（10月4日、こあらVR）他出演：阿部乃みく、黒崎みか、高梨ゆあ、阿部栞菜、平花、凪咲いちる、有栖るる、皆月ひかる、深田結梨、成沢きさき、琴音芽衣、熊野あゆ
- HQ60fps 挑発淫語で舐めまくるVR（10月9日、MAX-AVR）他出演：紗々原ゆり、羽生ありさ、有栖るる、笹倉杏、加藤ももか、皆月ひかる

### イメージビデオ
- Aphrodite（2018年10月19日、ファインピクチャーズ）※Blu-ray同時発売

### アダルトグッズ
- Pretty 篠宮ゆり（2013年10月4日、act-japan）※非貫通オナホール

## 出演

### Web配信
- スパローズのギリギリセーフ!?#(2012年、ニコジョッキー）
- みんなのおもちゃ_ライト（2014年9月13日、ニコニコ生放送）共演:大島薫、小西まりえ、阿部乃みく、河西あみ、カジ

### テレビ
- 阿部乃ちゃんねる（2014年、2021年[9]、エンタ!959）

### オリジナルビデオ
- ナマ配信 放送禁止のプライバシー（2017年11月3日、スターボード） - 西村さな子 役（主演）

### イベント
- コスプレ一本勝負presents／天才decの元気が出るyoutube～公開収録vol.01～人前で収録するのは勇気が必要～（2017年10月22日、新宿・ネイキッドロフト）[10] - 体重39キロであることが明らかにされた。